# Nicolás Rodríguez (football)
Nicolás Rodríguez, né le 25 avril 2004 à San José del Guaviare en Colombie, est un footballeur colombien qui évolue au poste d'ailier droit à Orlando City.

## Biographie

### En club
Né à San José del Guaviare en Colombie, Nicolás Rodríguez est formé par le Fortaleza CEIF, qu'il rejoint en 2021 à l'âge de 17 ans. Il joue son premier match en professionnel avec ce club le 26 mai 2022, face au Tigres FC. Il entre en jeu et les deux équipes se neutralisent (0-0 score final).
Il inscrit son premier but en professionnel le 10 avril 2023 contre l'Internacional F.C. de Palmira (en). Titulaire au poste d'ailier gauche, il donne la victoire à son équipe en étant l'unique buteur de la partie.
C'est lors de l'année 2024 qu'il se révèle dans le championnat colombien, devenant l'un des joueurs les mieux valorisés et dont plusieurs clubs colombiens de premiers plans ainsi que des clubs étrangers s'intéressent à lui.
Le 17 janvier 2025, Nicolás Rodríguez rejoint Orlando City, club de Major League Soccer. Il signe un contrat courant jusqu'en décembre 2027 avec une année supplémentaire en option.